# André Chrysobergès
André Chrysobergès (Ἀνδρέας ὁ Χρυσοϐέργης) est un religieux byzantin rallié à l'Église latine, membre de l'ordre dominicain et évêque, né à Constantinople avant 1380, mort à Famagouste (Chypre) en février 1451.

## Biographie
Il appartenait à une famille (le père, trois frères et leur sœur Anna connus) proche de Démétrios Cydonès et ralliée comme lui à l'Église latine. Les trois frères s'appelaient Maxime, Théodore et André, et ils entrèrent tous trois chez les dominicains.
André apparaît pour la première fois dans un document du 21 novembre 1410, qui le donne comme magister philosophiæ au couvent dominicain Saint-Augustin de Padoue (qui constituait un département de la faculté de théologie de l'université). D'après les statuts de 1406 de l'université, cela signifie qu'il avait au moins trente ans. En 1412, il devint chancelier des étudiants, et un chapitre général de l'ordre tenu à Gènes le 11 juin 1413 lui confia la charge de maître des étudiants du Studio dominicain de la province de Rome (installé dans le couvent San Marco de Florence). Il était de retour à Padoue, pour poursuivre ses études de théologie, en 1414, mais à la fin de cette année il fut appelé au concile de Constance, où devaient se mener des discussions avec l'Église grecque, et où se trouvait notamment Manuel Chrysoloras. 
Entre 1414 et 1418, il séjourna de manière alternée à Constance (où il prit la parole au moins à trois reprises, à l'ouverture, en 1416 et le 3 octobre 1417) et à Padoue. À l'occasion de l'intronisation à Constance du nouveau pape Martin V (21 novembre 1417), il prononça un discours sur l'union des Églises. D'autre part, c'est lui qui fut chargé de traduire du grec en latin les trente-six articles qui constituaient les propositions de l'empereur Manuel et du patriarche de Constantinople au concile.
Le 12 février 1418, le pape Martin V, en considération de sa participation absorbante au concile, lui accorda par bulle une dérogation au règlement de l'université de Padoue, l'autorisant à passer l'examen du doctorat en théologie sans avoir achevé l'explication des Sentences de Pierre Lombard. Il dut décrocher le doctorat au cours du second semestre de l'année 1418.
Dans la période suivante, il semble qu'il retourna en Orient (son frère Théodore avait été nommé évêque d'Olenus en Morée le 10 avril 1418). Par une bulle du 10 décembre 1425, le pape informe l'archevêque de Sultaniya et les évêques de Caffa et d'Élusa qu'il a conféré au frère prêcheur « André de Constantinople » les revenus de la chapelle Saint-Antoine de Caffa. Il était de retour à Rome en janvier 1426, fut intégré à la famille pontificale le 12 février, et nommé maître du Sacré-Palais le 9 juin. Un chapitre général de l'ordre dominicain, réuni à Bologne le 19 mai, le nomma vicaire des Frères Pérégrinants en Orient, et représentant du maître de l'Ordre auprès de la Congrégation arménienne des Frères Uniteurs ; il se vit attribuer une équipe de dix confrères pour visiter les couvents dominicains d'Orient. Le 10 juin, il fut chargé par le pape Martin V d'une mission à Constantinople auprès de l'empereur Jean VIII et du patriarche Joseph II à propos de l'organisation d'un concile d'union. Au cours de ce voyage, il fut d'abord bien accueilli au Palais impérial, eut aussi un débat avec des moines du monastère de Stoudion, mais finalement fut renvoyé sans aucune réponse écrite, l'empereur décidant de négocier plus longuement avec le pape lui-même. Chrysobergès était de retour à Rome avant le 9 mai 1427.
Il demeura ensuite essentiellement à Rome jusqu'à l'automne 1428, entretenant notamment des relations d'amitié avec Poggio Bracciolini, qui le fait figurer dans son dialogue De avaritia comme porte-parole de ses propres idées. En octobre 1428, le pape le chargea d'une mission auprès du roi de Pologne Ladislas II Jagellon, à propos d'un projet de croisade contre les hussites. Son voyage dura environ un an. À son retour fin 1429, il apprit la mort récente de son frère Théodore, et sa nomination comme évêque de Sutri dans un consistoire tenu le 28 février 1429. Pour une raison inconnue, il ne prit pas possession du siège. Il fut nommé archevêque de Rhodes le 2 mai 1432 par Eugène IV. Ensuite il se rendit au concile de Bâle pour y porter la proposition du pape d'en transférer le siège en Italie ; après le refus de l'assemblée, lors de sa quatrième session (20 juin), il rentra à Rome.
Il joua un rôle important au cours des négociations menées avec l'Église grecque à Ferrare, puis à Florence, en 1438/39, et fut l'un des souscripteurs de l'acte d'union entre les deux Églises adopté solennellement dans la cathédrale de Florence le 6 juillet 1439. En 1444, il se rendit à Rhodes pour y travailler au ralliement à l'union de l'Église chaldéenne (soupçonnée de nestorianisme) et de l'Église maronite (soupçonnée de monothélisme). Le 27 avril 1447, il fut transféré à l'archevêché de Nicosie, et le 30 juillet suivant nommé légat a latere pour Chypre, Rhodes, Chios, Mytilène et les Cyclades. Le 6 mars 1450, il obtint du pape Nicolas V le feu vert pour rendre effective l'union avec l'Église chaldéenne. Il mourut à Famagouste en février 1451.

## Textes
On conserve d'André Chrysobergès une lettre écrite au début de 1438, avant l'ouverture du concile à Ferrare, adressée à Basile Bessarion, alors théologien de la délégation byzantine, réfutation de la doctrine de Grégoire Palamas au nom du thomisme, et un dialogue composé fin 1439 à Modon contre Marc d'Éphèse, chef de file des anti-unionistes pendant le concile. 